# Благодетель (фильм)
«Благодетель» (англ. The Rainmaker) — юридический кинофильм Фрэнсиса Форда Копполы по роману Джона Гришэма, вышедший в 1997 году. Главные роли исполняют Мэтт Деймон и Дэнни Де Вито.
Подавляющим большинством критиков картина признана лучшей экранизацией произведений Гришэма в истории. Сам писатель согласился с данным утверждением, признав «Благодетеля» лучшей адаптацией любой из его книг. Номинация на премию «Золотой глобус» за лучшую мужскую роль второго плана (Джон Войт).

## Сюжет
В отличие от большинства своих коллег-выпускников юридического факультета Университета штата Мемфис, у Руди Бэйлора нет высокооплачиваемой работы, и ему приходится устраиваться на неполный рабочий день, подавая напитки в баре Мемфиса. Отчаянно нуждаясь в работе, он знакомится с владельцем бара Джей Лайманом «Боксером» Стоуном, который также является безжалостным, но успешным «гонщиком за скорой помощью», который нанимает Руди в качестве помощника.
Чтобы получить деньги, партнеры добиваются своего, находя дела и доводя их до суда. Руди отвечает, что у него есть дела, в том числе дело о недобросовестной страховке, ущерб от которой, как он хвастается, может составить несколько миллионов. Заинтересованный этим делом, Боксер знакомит Руди с офисным помощником юриста Деком Шиффлетом, бывшим страховым агентом сомнительной этики.
Показывая Руди офис, Дек рассказывает ему, что он шесть раз проваливал экзамен на адвоката. Однако Боксер нанимает его, потому что он находчив, находит дела, искусен в сборе информации, а также потому, что его предыдущий опыт работы в страховой отрасли означает, что он знает, как их расследовать.
Хотя Руди сдал экзамен в коллегию адвокатов штата Теннесси, он все еще не получил надлежащей лицензии на работу. Он пытается сделать это после того, как Боксер не явился к судье Харви Хэйлу для обсуждения дела, но Хэйл ругает Руди и велит ему получить лицензию, а затем вернуться. Адвокат защиты Лео Драммонд предлагает заступиться за Руди, когда тот будет приведен к присяге перед судьей. Впоследствии Руди обнаруживает, что ФБР провело обыск в офисе Стоуна, а самого Стоуна нигде нет.
Используя 5500 долларов, которые Боксер дал каждому из них незадолго до побега, Руди и Дек объединили свои деньги и сами организовали практику. Они подают иск в защиту супружеской пары средних лет Дот и Бадди Блэков, чей 22-летний сын Донни Рэй умирает от лейкемии, но его можно было спасти с помощью пересадки костного мозга, в чем их страховая компания Great Benefit отказала.
Руди, который никогда не вел дело перед судьей и присяжными, теперь сталкивается с группой опытных юристов во главе с Драммондом из престижной фирмы Tinley Britt. В палате представителей Хэйл говорит Руди и Драммонду, что он намерен закрыть дело, потому что рассматривает его как «лотерейное» дело, которое замедляет судебный процесс. Однако Хэйл умирает от сердечного приступа до того, как удовлетворит ходатайство. Более отзывчивый Тайрон Киплер, бывший адвокат по гражданским правам, назначен на замену Хэйлу. Киплер, известный Деку как человек, которому не нравится Tinley Britt, немедленно отклоняет ходатайство Great Benefit о закрытии дела. Вместо этого он соглашается ускорить расследование дела, чтобы записать показания Донни Рэя Блэка перед его смертью.
В поисках новых клиентов Руди знакомится с Келли Райкер, чей муж Клифф избивал ее множество раз, неоднократно отправляя в больницу. Руди завязывает с ней дружбу и убеждает ее подать на развод. Это приводит к кровавой стычке с Клиффом, в результате чего Руди чуть не забивает его до смерти. Чтобы уберечь Руди от причастности, Келли просит его уйти. Затем она сама убивает Клиффа, а затем говорит полиции, что это была самооборона. Окружной прокурор отказывается возбуждать уголовное дело.
Донни Рэй умирает через несколько дней после дачи показаний по видеозаписи у себя дома. Дело передается в суд, где Драммонд получает жизненно важные показания ключевого свидетеля Руди, Джеки Леманчик, вычеркнутые из протокола, поскольку они основаны на украденном руководстве, использованном в качестве доказательства. Тем не менее, благодаря решимости Руди и некоторой подпольной справочной помощи от ныне базирующегося на Карибах беглого Боксера (с которым Дека связан посредниками), показания Джеки и руководство для сотрудников Great Benefit, наконец, принимаются в качестве доказательств, к ужасу Драммонда.
Руди умело проводит перекрестный допрос генерального директора Great Benefit Уилфреда Кили, в результате чего присяжные выносят решение о возмещении семье Донни Рэя как фактического ущерба, так и огромных штрафных санкций, которые Great Benefit не может выплатить. Это большой триумф для Руди и Дека, поскольку ФБР арестовало Кили, а в нескольких юрисдикциях начато расследование в отношении Great Benefit. Страховая компания объявляет о банкротстве, что позволяет ей избежать выплаты штрафных санкций. Скорбящие родители не получают выплат, а Руди - гонорар. Дот выражает удовлетворение тем, что, по крайней мере, они извлекли большую выгоду из дела, и компания теперь не может причинить вред другим семьям.
Поскольку этот успех породит нереалистичные ожидания у будущих клиентов, Руди решает отказаться от своей новой практики и преподавать юриспруденцию. Он и Келли вместе покидают город, направляясь в неопределенное, но светлое совместное будущее.

## В ролях
- Мэтт Деймон — Руди Бэйлор
- Дэнни Де Вито — Дек Шиффлет
- Джон Войт — Лео Драммонд
- Клэр Дэйнс — Келли Райкер
- Мэри Кей Плейс — Дот Блэк
- Тереза Райт — мисс Бёрди
- Микки Рурк — Джей Лайман «Боксер» Стоун
- Дэнни Гловер — судья Тайрон Киплер
- Дин Стоквелл — судья Харви Хэйл
- Вирджиния Мэдсен — Джеки Леманчик
- Рой Шайдер — Уилфред Кили
- Джонни Уитворт — Донни Рэй Блэк

## Награды и номинации

### Номинации
- 1998 — Премия «Золотой глобус»
  - Лучший актёр второго плана — Джон Войт